# Lac-Chicobi
Pour les articles homonymes, voir Chicobi.
Lac-Chicobi est un territoire non organisé situé dans la municipalité régionale de comté d'Abitibi, dans la région administrative de l'Abitibi-Témiscamingue, au Québec. Il est constitué en deux parties non contiguës : Lac-Chicobi Est et Lac-Chicobi Ouest.

## Histoire
- 1er janvier 1986: Constitution du territoire non organisé de Lac-Chicobi.

## Géographie
Son territoire est très largement occupé par le lac Chicobi qui reçoit les eaux de la rivière Octave (rivière Harricana). Il est aussi marqué par la présence des collines Tanginan qui atteignent 441 m d'altitude. Le reste de l'espace territorial du canton est marécageux, sauf à l'est où se trouve le village de Guyenne. Le toponyme de Guyenne reprend la dénomination de l'un des régiments de l'armée de Montcalm dont deux compagnies débarquèrent en Nouvelle-France en 1754.

## Localités
- Guyenne (Québec)

## Démographie
| 2001 | 2006 | 2011 | 2016 | 2021 |
| ---- | ---- | ---- | ---- | ---- |
| 191  | 176  | 203  | 136  | 161  |